# Campionato del mondo rally 2007
La stagione 2007 è stata la 35ª stagione riconosciuta dalla FIA del World Rally Championship.
La stagione si è corsa dal 19 gennaio con il 75º Rallye Automobile de Monte-Carlo e conclusa il 2 dicembre con il 63º rally di Gran Bretagna.
Sébastien Loeb vince il campionato piloti davanti alle Ford di Marcus Grönholm e Mikko Hirvonen mentre Ford vince il campionato costruttori.

## Calendario
La FIA decise di togliere dal calendario 2007 i rally di Turchia, Australia e Cipro, che vengono sostituiti dai rally di Norvegia, Irlanda e Portogallo.
| Rnd | Rally                   | Data                   | Superficie       | Prove speciali | Lunghezza | Partiti | Arrivati | Vincitore   |
| --- | ----------------------- | ---------------------- | ---------------- | -------------- | --------- | ------- | -------- | ----------- |
| 1   | Monte Carlo Rally       | 19–21 gennaio          | Asfalto/Ghiaccio | 15             | 328.54 km | 47      | 39       | S. Loeb     |
| 2   | Swedish Rally           | 9–11 febbraio          | Neve             | 20             | 342.09 km | 58      | 43       | M. Grönholm |
| 3   | Rally Norway            | 16–18 febbraio         | Neve             | 18             | 355.99 km | 74      | 63       | M. Hirvonen |
| 4   | Rally Mexico            | 9–11 marzo             | Sterrato         | 20             | 366.06 km | 47      | 36       | S. Loeb     |
| 5   | Rally Portugal          | 30 marzo-1º aprile     | Sterrato         | 18             | 357.10 km | 80      | 61       | S. Loeb     |
| 6   | Rally Argentina         | 3–6 maggio             | Sterrato         | 23             | 370.36 km | 70      | 41       | S. Loeb     |
| 7   | Rally d'Italia Sardegna | 18–20 maggio           | Sterrato         | 18             | 342.86 km | 82      | 67       | M. Grönholm |
| 8   | Acropolis Rally         | 31 maggio-3 giugno     | Sterrato         | 21             | 334.44 km | 64      | 49       | M. Grönholm |
| 9   | Rally Finland           | 2–5 agosto             | Sterrato         | 23             | 360.34 km | 97      | 70       | M. Grönholm |
| 10  | Rallye Deutschland      | 17–19 agosto           | Asfalto          | 19             | 356.27 km | 102     | 88       | S. Loeb     |
| 11  | Rally New Zealand       | 31 agosto-2 settembre  | Sterrato         | 18             | 353.56 km | 68      | 59       | M. Grönholm |
| 12  | Rally Catalunya         | 5–7 ottobre            | Asfalto          | 18             | 352.87 km | 81      | 65       | S. Loeb     |
| 13  | Tour de Corse           | 12–14 ottobre          | Asfalto          | 16             | 359.32 km | 74      | 60       | S. Loeb     |
| 14  | Rally Japan             | 26–28 ottobre          | Sterrato         | 27             | 350.19 km | 85      | 72       | M. Hirvonen |
| 15  | Rally Ireland           | 15–18 novembre         | Asfalto          | 20             | 328.72 km | 84      | 66       | S. Loeb     |
| 16  | Wales Rally GB          | 30 novembre-2 dicembre | Asfalto          | 17             | 359.54 km | 108     | 86       | M. Hirvonen |

## Classifiche

### Piloti
| Pos | Pilota             | MON | SWE | NOR | MEX | POR | ARG | ITA | GRC | FIN | GER | NZL | ESP | FRA | JPN | IRL | GBR | Punti |
| --- | ------------------ | --- | --- | --- | --- | --- | --- | --- | --- | --- | --- | --- | --- | --- | --- | --- | --- | ----- |
| 1   | Sébastien Loeb     | 1   | 2   | 14  | 1   | 1   | 1   | Rit | 2   | 3   | 1   | 2   | 1   | 1   | Rit | 1   | 3   | 116   |
| 2   | Marcus Grönholm    | 3   | 1   | 2   | 2   | 4   | 2   | 1   | 1   | 1   | 4   | 1   | 3   | 2   | Rit | Rit | 2   | 112   |
| 3   | Mikko Hirvonen     | 5   | 3   | 1   | 3   | 5   | 3   | 2   | 4   | 2   | 3   | 3   | 4   | 13  | 1   | 4   | 1   | 99    |
| 4   | Dani Sordo         | 2   | 12  | 25  | 4   | 3   | 6   | 3   | 24  | Rit | Rit | 6   | 2   | 3   | 2   | 2   | 5   | 65    |
| 5   | Petter Solberg     | 6   | Rit | 4   | Rit | 2   | Rit | 5   | 3   | Rit | 6   | 7   | 6   | 5   | Rit | 5   | 4   | 47    |
| 6   | Henning Solberg    | 14  | 4   | 3   | 9   | 9   | 5   | 4   | 5   | 5   | 13  | 9   | 10  | 9   | 3   | 16  | 15  | 34    |
| 7   | Chris Atkinson     | 4   | 8   | 19  | 5   | Rit | 7   | 10  | 6   | 4   | 15  | 4   | 8   | 6   | Rit | 42  | 7   | 31    |
| 8   | Jari-Matti Latvala | Rit | Rit | 5   | 7   | 8   | 4   | 9   | 12  | Rit | 8   | 5   | 7   | 4   | 26  | 3   | 10  | 30    |
| 9   | Manfred Stohl      | 10  | 7   | 12  | 6   | 10  | 8   | 7   | 8   | Rit | Rit | 12  | Rit | 14  | 6   | Rit | 8   | 13    |
| 10  | François Duval     |     |     |     |     |     |     |     | Rit |     | 2   |     | 5   | Rit |     |     |     | 12    |
| 11  | Matthew Wilson     | 12  | Rit | 26  | 8   | 12  | 30  | 12  | 10  | 10  | 9   | 10  | 11  | Rit | 4   | 7   | 6   | 11    |
| 12  | Jan Kopecký        | 8   | 10  | 8   |     | 22  |     | Rit | 7   | Rit | 5   |     | Rit | 7   |     |     | 12  | 10    |
| 12  | Toni Gardemeister  | 7   | 6   | Rit |     | DSQ |     | 6   |     |     | 7   |     |     |     |     |     |     | 10    |
| 14  | Daniel Carlsson    |     | 5   | 7   |     | 6   |     | Rit |     |     |     |     |     |     |     |     |     | 9     |
| 15  | Gigi Galli         |     | 13  | 6   |     | 7   |     |     |     |     |     |     |     |     |     |     |     | 5     |
| 16  | Luís Pérez Companc |     | 15  |     | 19  | DNS | 28  | Rit | 11  | 11  |     | 23  | Rit |     | 5   |     | Rit | 4     |
| 16  | Xavier Pons        | 25  | Rit | 16  |     |     |     |     |     | 6   | 18  | Rit | 9   | 8   | 36  | Rit | 9   | 4     |
| 18  | Guy Wilks          |     |     | Rit |     | Rit |     |     | 9   | 9   | 10  |     |     |     |     | 6   | 13  | 3     |
| 18  | Urmo Aava          |     |     | 28  |     | 15  |     | 13  | 14  | 7   | 12  | 8   | 18  | Rit | 18  |     |     | 3     |
| 20  | Federico Villagra  |     |     |     |     | DNS | 9   | 11  | 32  | 14  |     | 11  | 13  |     | 7   |     | 18  | 2     |
| 21  | Juho Hänninen      |     | DSQ | 17  |     |     | 11  | 8   | Rit | Rit |     | 19  | 23  |     | 24  |     |     | 1     |
| 21  | Mads Østberg       |     | 9   | 37  |     | Rit |     | Rit |     | 8   |     |     |     |     |     |     | 11  | 1     |
| 21  | Katsuhiko Taguchi  |     |     |     |     |     |     |     |     |     |     |     |     |     | 8   |     |     | 1     |
| 21  | Gareth MacHale     | 11  |     |     | Rit | 13  |     | Rit |     |     |     |     |     |     |     | 8   |     | 1     |

| Colore  | Risultato             |
| ------- | --------------------- |
| Oro     | Vincitore             |
| Argento | 2º posto              |
| Bronzo  | 3º posto              |
| Verde   | Finito a punti        |
| Blu     | Finito senza punti    |
| Viola   | Ritirato (Rit)        |
| Viola   | Non classificato (NC) |
| Rosso   | Non qualificato (NQ)  |
| Nero    | Squalificato (SQ)     |
| Bianco  | Non partito (NP)      |
| Bianco  | Non ha gareggiato     |
| Bianco  | Infortunato (INF)     |
| Bianco  | Escluso (ES)          |
| Bianco  | Gara cancellata (C)   |

### Costruttori
| Pos. | Costruttore                    | Rally | Rally | Rally | Rally | Rally | Rally | Rally | Rally | Rally | Rally | Rally | Rally | Rally | Rally | Rally | Rally | Totale punti |
| Pos. | Costruttore                    | MON   | SWE   | NOR   | MEX   | POR   | ARG   | ITA   | GRC   | FIN   | GER   | NZL   | ESP   | FRA   | JPN   | IRL   | GBR   | Totale punti |
| ---- | ------------------------------ | ----- | ----- | ----- | ----- | ----- | ----- | ----- | ----- | ----- | ----- | ----- | ----- | ----- | ----- | ----- | ----- | ------------ |
| 1    | BP Ford World Rally Team       | 10    | 16    | 18    | 14    | 9     | 14    | 18    | 15    | 18    | 11    | 16    | 11    | 9     | 10    | 5     | 18    | 212          |
| 2    | Citroën Total World Rally Team | 18    | 9     | 1     | 15    | 16    | 13    | 6     | 8     | 6     | 10    | 11    | 18    | 16    | 8     | 18    | 10    | 183          |
| 3    | Subaru World Rally Team        | 8     | 2     | 5     | 4     | 8     | 2     | 5     | 9     | 5     | 5     | 7     | 4     | 7     | 2     | 6     | 8     | 87           |
| 4    | Stobart VK M-Sport Ford        | 1     | 5     | 10    | 3     | 2     | 9     | 7     | 4     | 4     | 5     | 5     | 2     | 7     | 7     | 9     | 1     | 81           |
| 5    | OMV Kronos                     | 2     | 7     | 5     | 3     | 4     | 1     | 3     | 2     | 0     | 8     | 0     | 4     | 0     | 4     | 0     | 2     | 45           |
| 6    | Munchi's Ford World Rally Team | -     | 0     | -     | 0     | -     | 0     | 0     | 1     | 5     | -     | 0     | 0     | -     | 8     | -     | 0     | 14           |